# Кляйн, Натан
Натан Кляйн (родился 22 марта 1916 года, умер 11 февраля 1983 года) — американский психиатр, первооткрыватель антипсихотического эффекта резерпина при шизофрении и других психозах, а также антидепрессивного эффекта ипрониазида и изониазида при депрессиях, двукратный лауреат Премии Ласкера.